# Agenzia di stampa Mehr
L'agenzia di stampa Mehr (in persiano خبرگزاری مهر‎) o MNA, sigla per Mehr News Agency è un'agenzia giornalistica privata e non ufficiale iraniana fondata a Teheran il 22 giugno 2003.
Lanciata con servizio nelle sole lingue persiana e inglese, nel 2004 viene aggiunta anche la lingua araba.
Oggi la MNA produce dispacci in persiano, inglese, arabo, turco, urdu e tedesco e si avvale della collaborazione di corrispondenti in Europa, Sudamerica, Turchia, Asia orientale e alcuni Paesi del Golfo Persico.
Il quotidiano Tehran Times è affiliato alla MNA.